# Xylopia ligustrifolia
Xylopia ligustrifolia är en kirimojaväxtart som beskrevs av Alexander von Humboldt, Aimé Bonpland och Michel Félix Dunal. Xylopia ligustrifolia ingår i släktet Xylopia och familjen kirimojaväxter. Inga underarter finns listade i Catalogue of Life.